# Memphis (Tennessee)
Pour les articles homonymes, voir Memphis.
Memphis est une ville située dans l'État du Tennessee, aux États-Unis. Ville portuaire située sur le fleuve Mississippi, Memphis représente le plus grand centre industriel du Tennessee ; elle est le siège du comté de Shelby. Memphis est considérée comme « le berceau du blues » et la célèbre rue Beale Street rassemble de nombreux clubs dont celui de B. B. King. La ville est aussi connue des amateurs de rock 'n' roll. Elvis Presley, qui a grandi à Memphis, y a acheté une demeure somptueuse, Graceland, dans laquelle il est mort le 16 août 1977.
La population de la commune de Memphis était de 633 104 habitants selon le bureau du recensement en 2020 (1 316 100 dans l'aire urbaine), ce qui en fait la deuxième ville du Tennessee, après Nashville. Memphis est par sa population la troisième localité de la région sud-est des États-Unis, juste après Jacksonville (Floride) et Houston (Texas) ; néanmoins, son agglomération reste beaucoup moins peuplée que celles d'Atlanta, Houston, 
Dallas et Miami.

## Histoire

Vue sur Memphis en 1870.

### Origines
La région de Memphis était à l'origine habitée par les Amérindiens Chicachas. Elle fut ensuite explorée par les Européens, d'abord par le conquistador espagnol Hernando de Soto en 1540.
C'est en 1680 qu'une expédition française menée par René-Robert Cavelier de La Salle construisit le fort Prud'homme, sur le site de l'actuelle Memphis.
En 1739, afin de renforcer les défenses orientales de la Louisiane française, le gouverneur de la Louisiane française, Jean-Baptiste Le Moyne de Bienville, fait édifier un nouveau fort, le fort de l'Assomption, situé à la confluence de la rivière à Margot et du fleuve Mississippi.
En 1763, après le traité de Paris, les Britanniques s'installèrent à cet endroit, marquant ainsi leur installation dans l'est du Tennessee. Le territoire resta très mal organisé pendant une large partie du XVIIIe siècle. Les frontières du Tennessee étaient beaucoup plus étendues qu'actuellement. Elles englobaient la Caroline du Nord et la Caroline du Sud. Ces avant-postes dans les terres étaient les plus à l’ouest de l’État.

### Fondation au XIXe siècle
Memphis fut officiellement fondée le 22 mai 1819 par John Overton, James Winchester et Andrew Jackson et a été considérée comme ville en 1826. La cité fut nommée en l'honneur de l'ancienne capitale de l'Égypte sur le Nil.
Au temps de la guerre de Sécession, Memphis était une ville très importante du fait du fleuve Mississippi (liaison commerciale) et de ses lignes de chemin de fer (particulièrement la ligne Memphis and Charleston Railroad (en), partant de Memphis vers Stevenson (Alabama), inaugurée en 1857). Le Tennessee fit sécession avec l'Union en juin 1861 et la cité devint brièvement un bastion confédéré. Les forces de l'Union prirent Memphis aux confédérés lors de la bataille de Memphis le 6 juin 1862 et la ville resta sous leur contrôle tout au long de la guerre. Memphis représentait une base d'approvisionnement et continua de prospérer.
Après la guerre, les revendications des Noirs au sujet notamment du droit de vote entraînent des violences très dures. En 1866, les quartiers noirs sont attaqués et mis à sac : 90 maisons sont incendiées, des dizaines de femmes violées, et 44 personnes sont tuées. Le 9 mars 1892 ont lieu les lynchages de l'épicerie populaire dans le quartier The Curve qui conduisent Ida B. Wells à enquêter et dénoncer les  lynchages.
Les épidémies de fièvre jaune dans les années 1870 dévastèrent la ville, notamment celle de 1878 (en). À cette époque, on n'avait pas encore compris que le vecteur de cette maladie était le moustique, donc les efforts de lutte contre celle-ci étaient inutiles. Il y eut tellement de morts et de personnes fuyant l'épidémie que Memphis perdit son statut de ville jusqu'en 1893. Par la suite, les mesures d'hygiène ont permis de relancer la croissance démographique. La pyramide de Memphis fut érigée en 1897 à l'occasion du centenaire de l'État du Tennessee.

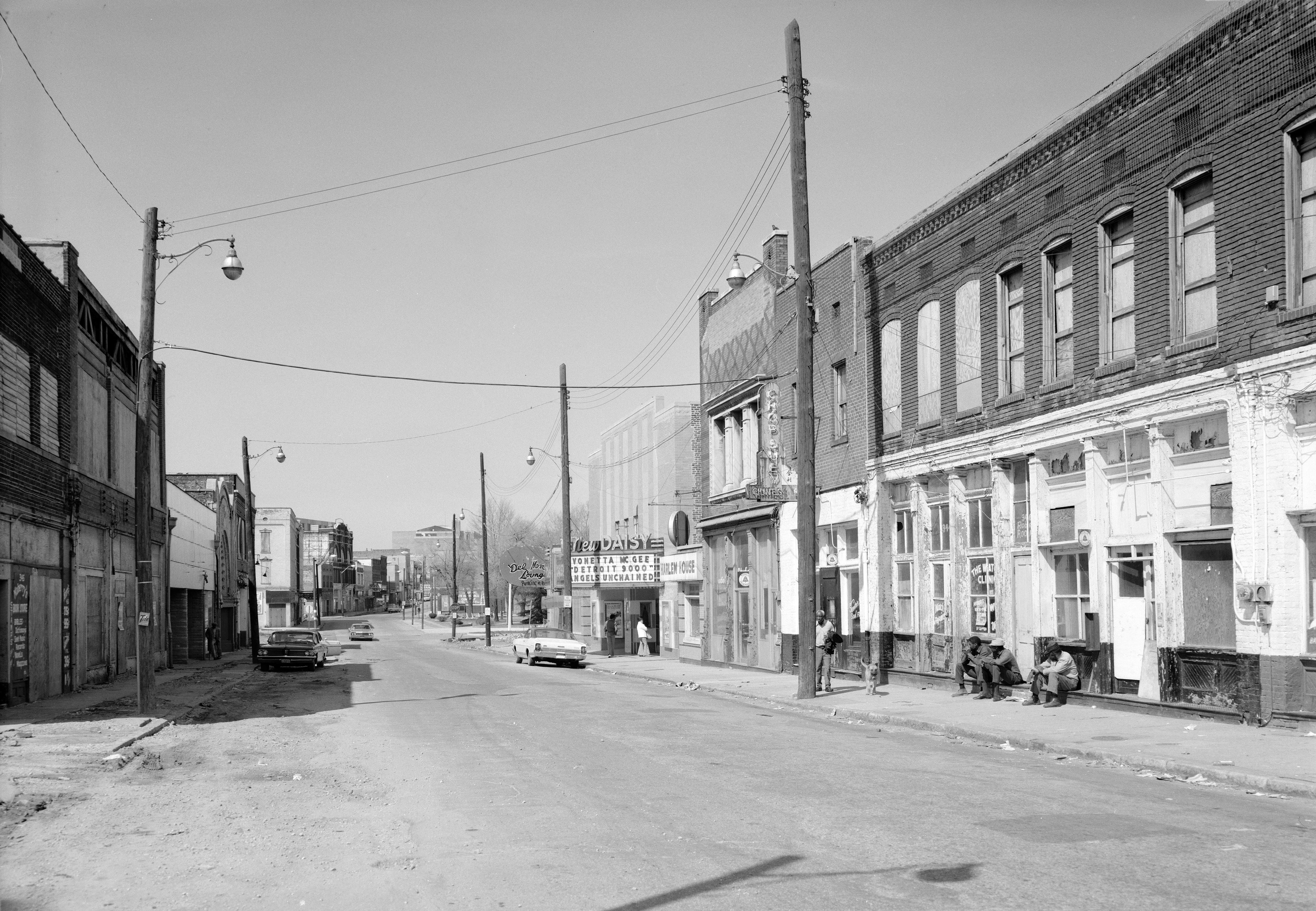
La Street en 1974

Memphis continua de grandir et développa le plus grand marché de coton des États-Unis (40 % du commerce de coton du pays) et le plus grand marché de bois destiné à la construction.

### XXe siècle
Memphis est également connu comme l'endroit où Martin Luther King fut assassiné, le 4 avril 1968 au Lorraine Motel. La ville est connue pour sa contribution à la culture des Américains du Sud, notamment au point de vue culinaire et musical. Beaucoup de grands musiciens de blues ont grandi à Memphis dès les années 1900, comme Muddy Waters, Robert Johnson, B. B. King et Howlin' Wolf. La première radio afro-américaine fut créée dans la ville en 1947 par Bert Ferguson et John Pepper et avait pour DJ B. B. King.

## Géographie

### Situation
Memphis occupe une superficie de 763 km2 dont 40 km2 d'eau et est localisée sur la rive orientale du Mississippi. La ville se trouve sur une élévation surplombant la rivière à l'ouest de l'État du Tennessee. Comme son homonyme antique d'Égypte, la ville se trouve en amont du sommet du delta du fleuve. Memphis est le trait d'union entre deux Amériques radicalement différentes : au sud les pauvres fermes des Dixie, les bayous marécageux de Louisiane et cette grande ville portuaire au flair européen qu'est La Nouvelle-Orléans ; au nord et à l'ouest, les riches fermes des plaines du Midwest et les villes du nord industrialisées comme Chicago et Détroit. La ville est située dans la zone d'un tri-state, là où trois États se rejoignent : le Tennessee, l'Arkansas et le Mississippi.

### Urbanisme
Memphis est structurée en cinq districts majeurs : Downtown, Midtown, Memphis-Nord, Memphis-Sud, Memphis-Est. Durant les dernières décennies, la ville s'est étendue en annexant des territoires environnants.
À l'exception de la capitale, les centres de toutes les grandes villes américaines possèdent des gratte-ciel et Memphis n'échappe pas à la règle.
| Gratte-ciel                   | Étages | Hauteur |
| ----------------------------- | ------ | ------- |
| One Beale (en projet)         | 30     | 133 m   |
| 100 North Maine               | 37     | 131 m   |
| Morgan Keegan Tower           | 23     | 123 m   |
| Clark Tower Executive Suites  | 32     | 122 m   |
| One Commerce Square           | 31     | 121 m   |
| Sterick Building              | 31     | 110 m   |
| First Tennessee Bank Building | 25     | 101 m   |

Sections et quartiers
- Annesdale Park
- Annesdale Snowden
- Belle Meade
- Berclair
- Binghamton
- Buntyn
- Central Gardens
- Chickasaw Gardens
- Cooper-Young
- Cordova
- Douglass
- Downtown (Mud Island)
- East Memphis
- Evergreen
- Frayser
- Harbor Town
- Hickory Hill
- Highpoint Terrace
- Hillshire
- Hollywood
- Hyde Park
- Idlewild
- Laurelwood
- Lenox
- Orange Mound
- Parkway Village
- Raleigh
- Richwood
- North Memphis
- Midtown
- Normal Station
- Nutbush
- Scenic Hills
- South Bluffs
- South Main Arts District
- South Memphis
- The Village, East Memphis
- Uptown
- Victorian Village
- Watkins & Brown
- Westwood
- Whitehaven
- Wolfchase

Villes et banlieues de l'aire urbaine
- Tennessee
  - Arlington
  - Atoka
  - Bartlett
  - Capleville
  - Collierville
  - Cordova
  - Germantown
  - Lakeland
  - Millington
  - Oakland
  - Piperton
- Arkansas
  - Marion
  - West Memphis
- Mississippi
  - Horn Lake
  - Olive Branch
  - Southaven
  - Walls
  - Tunica
  - Tunica Resorts (Robinsonville)

### Climat
Memphis se trouve au nord d'une zone de climat subtropical humide, avec quatre saisons distinctes. Les mois d'été (de fin mai à fin septembre) sont généralement très chauds (avec des températures qui dépassent facilement les 35 °C et baissant peu la nuit) et humides à cause des influences tropicales provenant du golfe du Mexique. Les orages accompagnés de courtes averses chaudes sont alors fréquents mais généralement brefs (ils ne durent que rarement plus d'une heure). Le début de l'automne est plus sec et il peut faire chaud jusqu'à la fin octobre mais les températures peuvent connaître des chutes brutales. La fin de l'automne est généralement pluvieuse et plus froide. Les hivers sont beaucoup plus froids et se caractérisent par des périodes de gel diurne. Ces périodes sont généralement de courte durée (deux à trois jours). Le record de la plus basse température est de −25 °C, relevé le 24 décembre 1963.
La neige n'est pas abondante mais tombe chaque année. Le printemps commence en général entre la fin février et le début du mois de mars, avec des températures plus agréables. Le printemps est connu pour ses tornades qui se manifestent surtout en avril, accompagnées de grêle et de vents violents. Cependant, Memphis reste une ville très bien ensoleillée à l'année, la durée totale d'ensoleillement représente 64 % du temps, soit un peu plus que la ville majeure la plus ensoleillée de France : Marseille.
| Mois                                | jan.  | fév.  | mars  | avril | mai   | juin | jui.  | août  | sep. | oct.  | nov.  | déc.  | année   |
| ----------------------------------- | ----- | ----- | ----- | ----- | ----- | ---- | ----- | ----- | ---- | ----- | ----- | ----- | ------- |
| Température minimale moyenne (°C)   | 0,4   | 2,4   | 6,7   | 11,7  | 16,8  | 21,3 | 23,2  | 22,7  | 18,5 | 12,1  | 6,5   | 1,8   | 12      |
| Température moyenne (°C)            | 5,2   | 7,5   | 12,2  | 17,2  | 22,1  | 26,4 | 28,2  | 27,8  | 24   | 17,8  | 11,8  | 6,4   | 17,2    |
| Température maximale moyenne (°C)   | 9,9   | 12,6  | 17,7  | 22,8  | 27,3  | 31,6 | 33,1  | 32,9  | 29,5 | 23,6  | 17    | 11,2  | 22,4    |
| Ensoleillement (h)                  | 167,4 | 175,2 | 213,9 | 255   | 300,7 | 321  | 325,5 | 306,9 | 252  | 244,9 | 174   | 151,9 | 2 888,4 |
| Précipitations (mm)                 | 101,1 | 111,5 | 130,8 | 139,7 | 133,1 | 92,2 | 116,6 | 73,2  | 78,5 | 101,1 | 139,4 | 145,8 | 1 363   |
| dont neige (cm)                     | 4,6   | 3,8   | 0,8   | 0     | 0     | 0    | 0     | 0     | 0    | 0     | 0     | 0,2   | 9,9     |
| Nombre de jours avec précipitations | 9,5   | 9,2   | 10,5  | 9,6   | 10,3  | 9    | 8,8   | 6,8   | 7,3  | 7,5   | 9,5   | 9,7   | 107,7   |

## Démographie

### Population
| Groupe            | Memphis | Tennessee | États-Unis |
| ----------------- | ------- | --------- | ---------- |
| Afro-Américains   | 63,3    | 16,7      | 12,6       |
| Blancs            | 29,4    | 77,6      | 72,4       |
| Autres            | 4,1     | 2,3       | 6,4        |
| Asiatiques        | 1,6     | 1,4       | 4,8        |
| Métis             | 1,4     | 1,7       | 2,9        |
| Amérindiens       | 0,2     | 0,3       | 0,9        |
| Total             | 100     | 100       | 100        |
|                   |         |           |            |
| Latino-Américains | 6,5     | 4,6       | 16,7       |

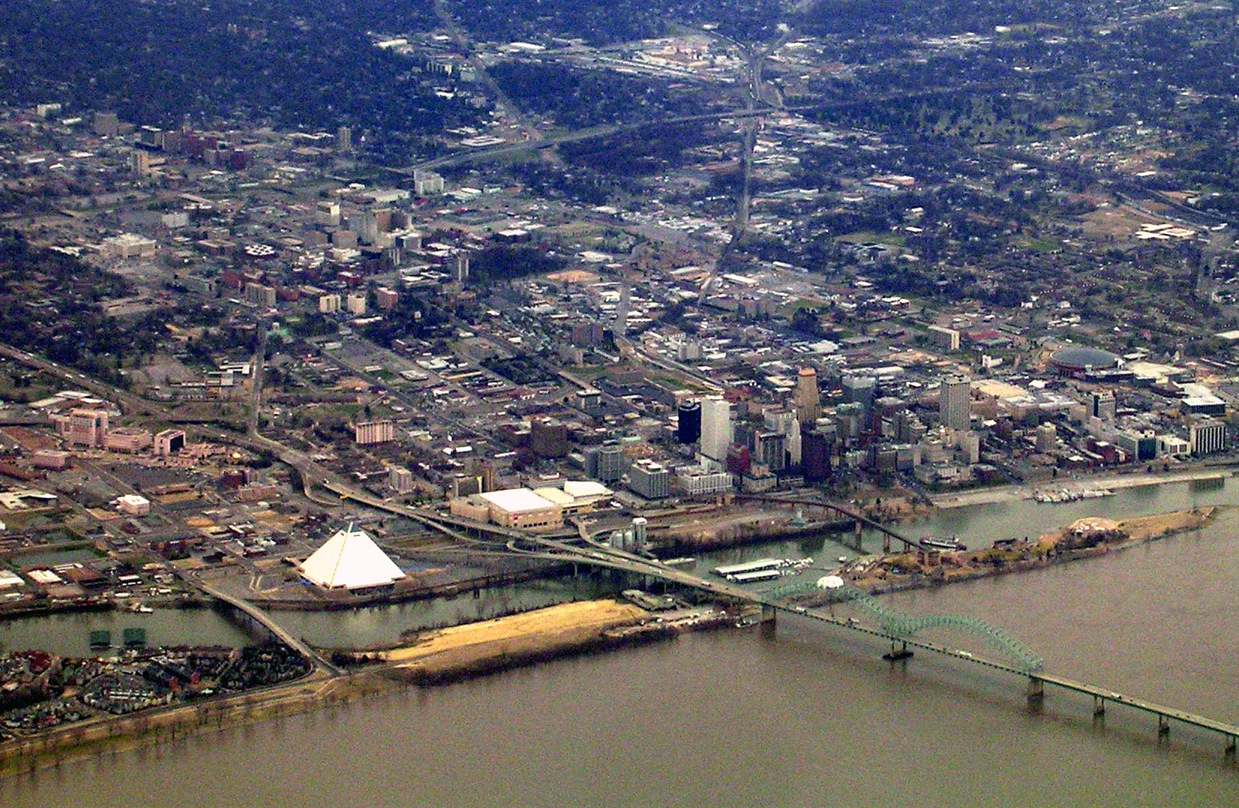
Vue aérienne de Memphis

Selon l'American Community Survey pour la période 2010-2014, 90,39 % de la population âgée de plus de 5 ans déclare parler l'anglais à la maison, 6,13 % déclare parler l'espagnol, 0,56 % le vietnamien et 2,91 % une autre langue.
L'aire urbaine de Memphis est la deuxième des États-Unis au regard de la population afro-américaine (avec 45,7 % de Noirs) juste après celle de Jackson avec 47,7 % d'Afro-Américains. La ville de Memphis quant à elle est, avec une population composée de 63,3 % d'Afro-Américains, la sixième ville du pays ou ce pourcentage est le plus élevé.
Il y a, à Memphis, environ 250 000 ménages dont 31,3 % hébergent des enfants de moins de 18 ans ; 34,1 % sont des couples mariés et environ 30 % sont des personnes seules (8 % de plus de 65 ans).
Le revenu moyen pour un ménage est de 32 285 $ et le revenu moyen pour une famille est de 37 767 $.
Un homme gagne en moyenne 31 236 $ alors qu'une femme ne gagne que 25 183 $.
Le revenu par habitant est de 17 838 $. 17,2 % des familles et 20,6 % de la population vivent en dessous du seuil de pauvreté, 30,1 % d'entre eux sont âgés de moins de 18 ans et 15,4 % ont plus de 65 ans.

### Criminalité

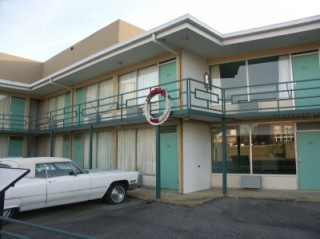
Le Lorraine Motel où fut assassiné Martin Luther King (avril 1968)

En 2004, Memphis a connu le taux de violence le plus bas depuis une décennie, mais la tendance a changé. En 2005, Memphis est la quatrième ville de plus de 500 000 habitants la plus dangereuse des États-Unis. Les crimes se sont accrus en 2005 et ont atteint un taux critique au premier semestre 2006. Au niveau national, on peut dire que les grandes villes suivent également cette ascension. Les criminologues et les experts citent le recrutement intensif des gangs et la réduction de 66 % des fonds destinés à la police de Memphis comme principales causes de cette augmentation.
Au premier semestre 2006, les vols dans les entreprises ont grimpé de 52,5 %, les vols chez les particuliers de 28,5 % et les homicides de 18 % pour la même période en 2005.
Le département de la police de Memphis a réagi en déclenchant l'opération CRUSH (réduction du crime utilisant les données statistiques), qui vise des points névralgiques du crime et les récidivistes. Memphis a fini l'année 2005 avec 154 meurtres et l'année 2006 avec 160 meurtres. En 2006, la zone métropolitaine de Memphis était la deuxième ville la plus dangereuse des États-Unis.
En 2007, après le rebond de criminalité qui a touché les États-Unis, Memphis était la quatrième ville américaine la plus dangereuse avec un taux de criminalité de 19,9 pour 1 000 habitants, derrière Détroit (24,2), Saint-Louis (24,8) et Flint (26).

### La métropole
Selon le recensement fédéral de 2010, la ville de Memphis est la 20e plus grande des États-Unis et la première du Tennessee avec une population de 646 889 habitants, cependant son aire urbaine de 1 316 100 habitants est surpassée par celle de Nashville et ses quelque 1 589 935 habitants, ainsi respectivement 38e et 41e aire urbaine des États-Unis en 2010.
L'aire urbaine inclut les comtés du Tennessee de Shelby, Tipton et Fayette, ainsi que les comtés du Mississippi de DeSoto, Marshall, Tate et Tunica, de même que le comté de Crittenden en Arkansas.
Selon le recensement fédéral de 2020, Memphis est la 28e plus grande ville des États-Unis.

## Culture

### Événements culturels
L'événement culturel de grande ampleur est « Memphis in May ». Tout au long du mois de mai se déroulent diverses activités sur le thème de l'héritage culturel de Memphis. Chaque année, un pays différent est mis à l'honneur afin de mettre en avant la culture et l'histoire de cette nation. Depuis sa création, « Memphis in May » a un impact économique et éducatif très important. L'événement inclut un certain nombre d'activités aussi diverses les unes que les autres : on peut citer le festival de musique de rue de Beale, le championnat du monde de cuisson sur barbecue ou encore le tournoi de golf de St. Jude.
Le carnaval de Memphis (autrefois connu sous le nom de « carnaval du coton ») célèbre les différents aspects de la ville comme ses industries par exemple. Un roi et une reine du carnaval sont désignés.
Le festival d'art de Cooper-young (intersection de deux avenues de Memphis) attire des artistes venus de toute l'Amérique du Nord. Dans sa dix-neuvième année maintenant, ce festival est l'un des plus attendus de Memphis. Plus de 50 000 personnes viendront admirer les quelque 300 artisans présents sur le site.
En raison de l'ouragan Katrina, en août 2005, Memphis a accueilli le festival de musique vaudou qui normalement est l'un des plus importants événements du festival d'Halloween à La Nouvelle-Orléans.

### Musique et photographie

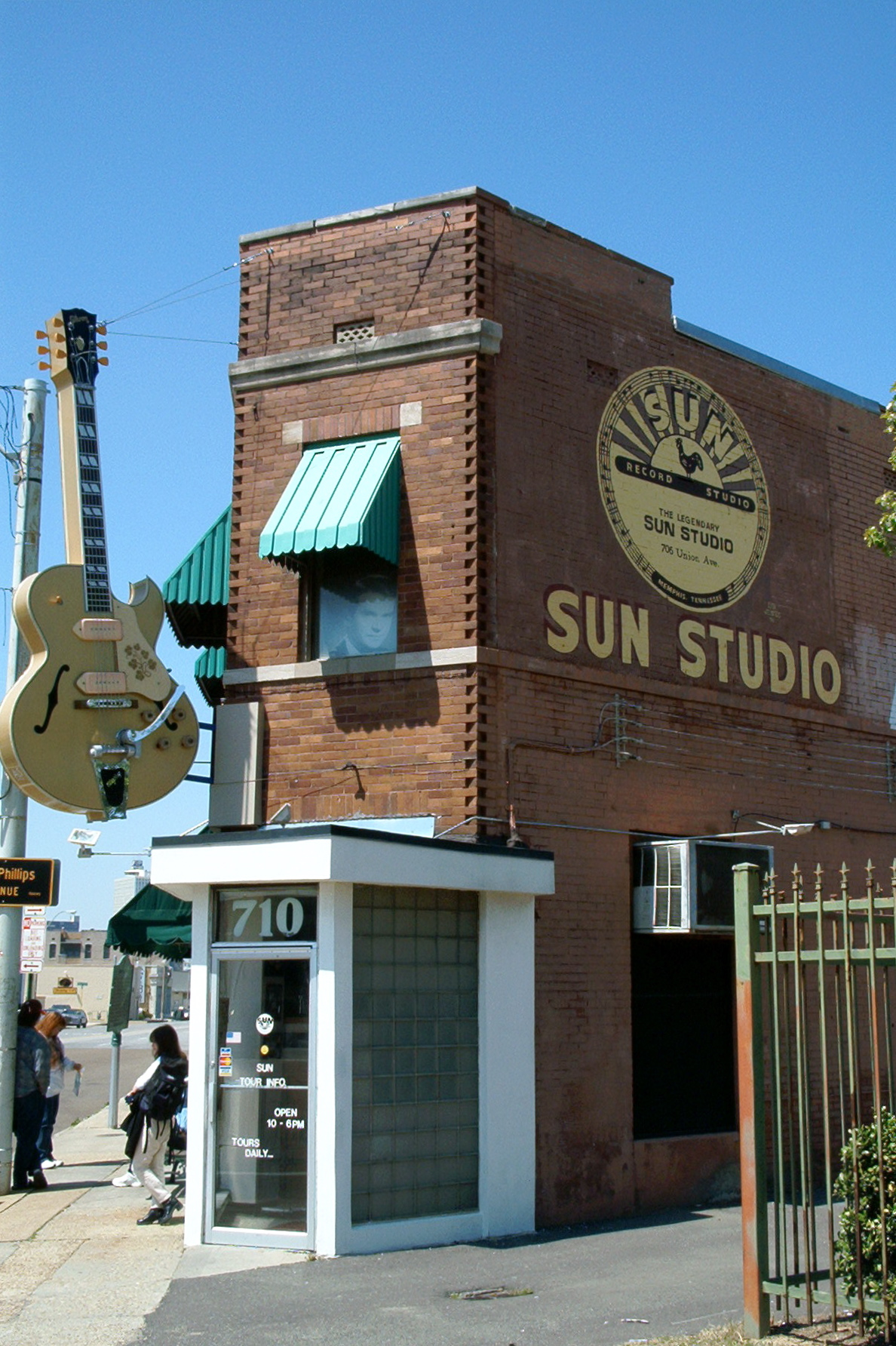
Les Sun Studios

Memphis est l'endroit où ont débuté ou se sont installés de nombreux genres de musique américaine comme le blues, le gospel, le rock 'n' roll, la soul et la musique country, ainsi que leurs dérivés locaux.
William Christopher Handy, surnommé « le père du Blues », connait ses premiers succès à Memphis, notamment avec sa chanson Memphis Blues. Dans les années 1920 et 1930, le style Memphis blues s'illustre avec des musiciens tels que Sleepy John Estes, Furry Lewis, Memphis Minnie ou le Memphis Jug Band. Dans les années 1950, le rock 'n' roll et le rockabilly connaissent un développement important, en grande partie grâce à des chanteurs comme Elvis Presley, Carl Perkins, Jerry Lee Lewis et Johnny Cash produits par le label Sun Records de Sam Phillips.
Beaucoup d'autres chanteurs ou musiciens ont grandi ou débuté à Memphis et ses environs comme les bluesmen B. B. King, Howlin' Wolf, Muddy Waters, Peter Chatman (Memphis Slim), Bobby Blue Bland ou John Lee Hooker, les rockers Roy Orbison, Johnny Burnette et Charlie Rich, et aussi Willie Mae Ford Smith (en), les The Blackwood Brothers (en), Sam Cooke (de Clarksdale), Aretha Franklin, Tina Turner (de Nutbush), The Box Tops, Big Star, Dee Dee Bridgewater, Anita Ward, The Sylvers (en), les Grifters (en), Shawn Lane ou Justin Timberlake.
Les labels Stax et Hi Records font les grandes heures de la Southern soul dans la années 1960 notamment grâce à Otis Redding, Booker T. and the M.G.'s, Rufus Thomas, Carla Thomas, Isaac Hayes, William Bell, Ann Peebles et Al Green.
La Blues Foundation (dont le siège se trouve à Memphis) y organise chaque année début février dans plusieurs clubs de la ville l'International Blues Challenge et les International Blues Awards.
Plus récemment, Memphis a été le berceau d'un style de hip-hop sudiste plutôt agressif, reposant sur des basses puissantes : le crunk. Des artistes originaires de la ville tels que Three 6 Mafia, Al Kapone (en), 8Ball and MJG sont réputés pour être les précurseurs de ce style de rap. Le hip-hop de Memphis se voit cependant très différent de celui des autres villes du sud des États-Unis (telles qu'Atlanta, Houston, La Nouvelle-Orléans ou encore Miami…). En effet, il est caractérisé par une ambiance beaucoup plus sombre et angoissante, que ce soit dans la musique ou les paroles, beaucoup moins destiné aux pistes de danse comme c'est le cas pour le crunk d'Atlanta. En mars 2005 le groupe Three 6 Mafia fut après Eminem en 2002, les seconds rappeurs à avoir remporté un Oscar. Le rappeur NLE Choppa est également originaire de Memphis.
Memphis est également connue pour ses photographes très célèbres comme William Eggleston, le père de la photographie couleur.
On trouve, dans la ville, beaucoup de galeries d'art qui ont fleuri depuis une décennie.

### Théâtre et spectacle

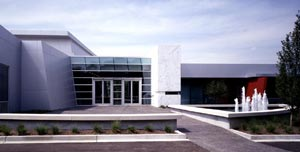
Le en.

Memphis est le berceau de plusieurs des plus grandes organisations de spectacles vivants telle que l'orchestre symphonique de Memphis.
Ballet Memphis est la seule compagnie de ballet professionnelle de la région et se produit à l'Orpheum Theatre. La Fondation Ford l'a récompensé comme l'un des challengers les plus prestigieux en 2001 et l'a honoré en tant que trésor national du monde culturel. Opera Memphis, la compagnie d'opéra de la région, se produit au Clark Opera Memphis Center. Memphis compte d'autres théâtres majeurs tels le Playhouse, Theatre Memphis, et Theatre Works.

### Religion
Depuis sa fondation, Memphis a été l'hôte d'une multitude de religions. Aujourd'hui, des lieux de culte chrétiens, juifs, musulmans, bouddhistes et hindous existent.
Le diocèse de Memphis de l’Église catholique a son siège à Memphis, à la cathédrale de l’Immaculée-Conception (en). L’église Saint-Pierre de la ville abrite également le sanctuaire Saint-Martin-de-Porrès, que la Conférence des évêques catholiques des États-Unis a désigné sanctuaire national en 2015.
La synagogue de Baron Hirsch, qui a été fondée à la fin du XIXe siècle, attire le plus grand nombre de juifs orthodoxes des États-Unis.
L'église baptiste de Memphis possède 27 000 membres.
Le quartier général de l'Église de Dieu en Christ, une des plus importantes Églises pentecôtistes, se trouve aussi à Memphis.

### Cuisine
En plus d'un héritage musical très riche, Memphis revendique plusieurs spécialités culinaires comme les fameux barbecues. Le barbecue de Memphis se distingue par la seule présence de porc. Tous les ans, en mai, la ville organise un championnat de cuisson sur barbecue.

## Économie

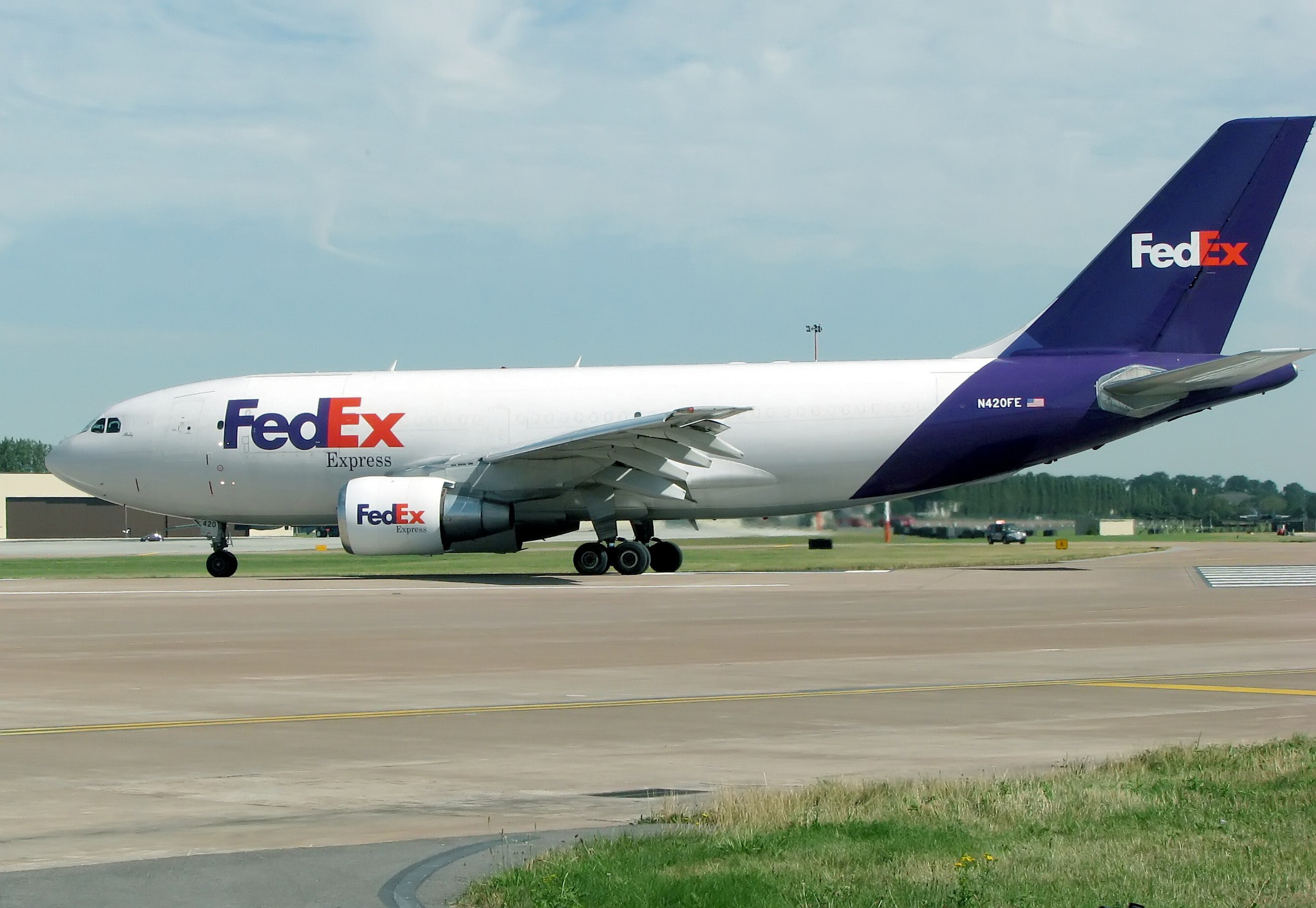
La firme FedEx doit, en partie, à l'aéroport de cargo de Memphis sa position de tête mondiale au regard du tonnage.

Le centre de la ville a mené le développement de l'économie. Situé sur le fleuve Mississippi, à l'intersection de deux autoroutes "inter-États" et de sept autoroutes majeures, Memphis est idéalement placée pour l'import-export. La ville possède le plus important aéroport-cargo du monde (au regard du tonnage) et notamment grâce à FedEx qui y a installé son principal terminal d'exportation : l’aéroport international de Memphis, également plate-forme de correspondance de la compagnie aérienne Delta Air Lines.
En outre, Memphis est considérée comme un pôle majeur de l'industrie du textile, du matériel de chauffage, du piano, de l'automobile et des camions.
Memphis est la ville où ont grandi de nombreuses entreprises nationales et internationales, ce qui inclut environ 150 sociétés de 22 pays différents. On y trouve le quartier général de Fedex mais aussi d'AutoZone Incorporated et d'International Paper.
L'aéroport de Memphis a une liaison quotidienne vers l'Europe, vers l'aéroport d'Amsterdam-Schiphol plus précisément.
L'industrie du cinéma a pris un essor considérable à Memphis. Beaucoup de films ont été tournés dans la ville ces dernières années : Mystery Train en 1989, Great Balls of Fire! la même année, La Firme en 1993, Larry Flynt en 1996, Seul au monde en 2000, 21 grammes en 2004, Hustle et Flow et Walk the Line en 2005 et Black Snake Moan en 2007 avec en guest l'enfant du pays : Justin Timberlake (natif de Memphis).
La ville apparaît comme la 8e des 50 meilleurs aires métropolitaines où commencer et développer une entreprise d'après le magazine Inc. (2000). Southern Business and Development Magazine place, quant à lui, Memphis comme le premier modèle de développement économique du sud et l'a aussi reconnu comme l'un des 10 premiers marchés de ces dernières décennies.

## Transports

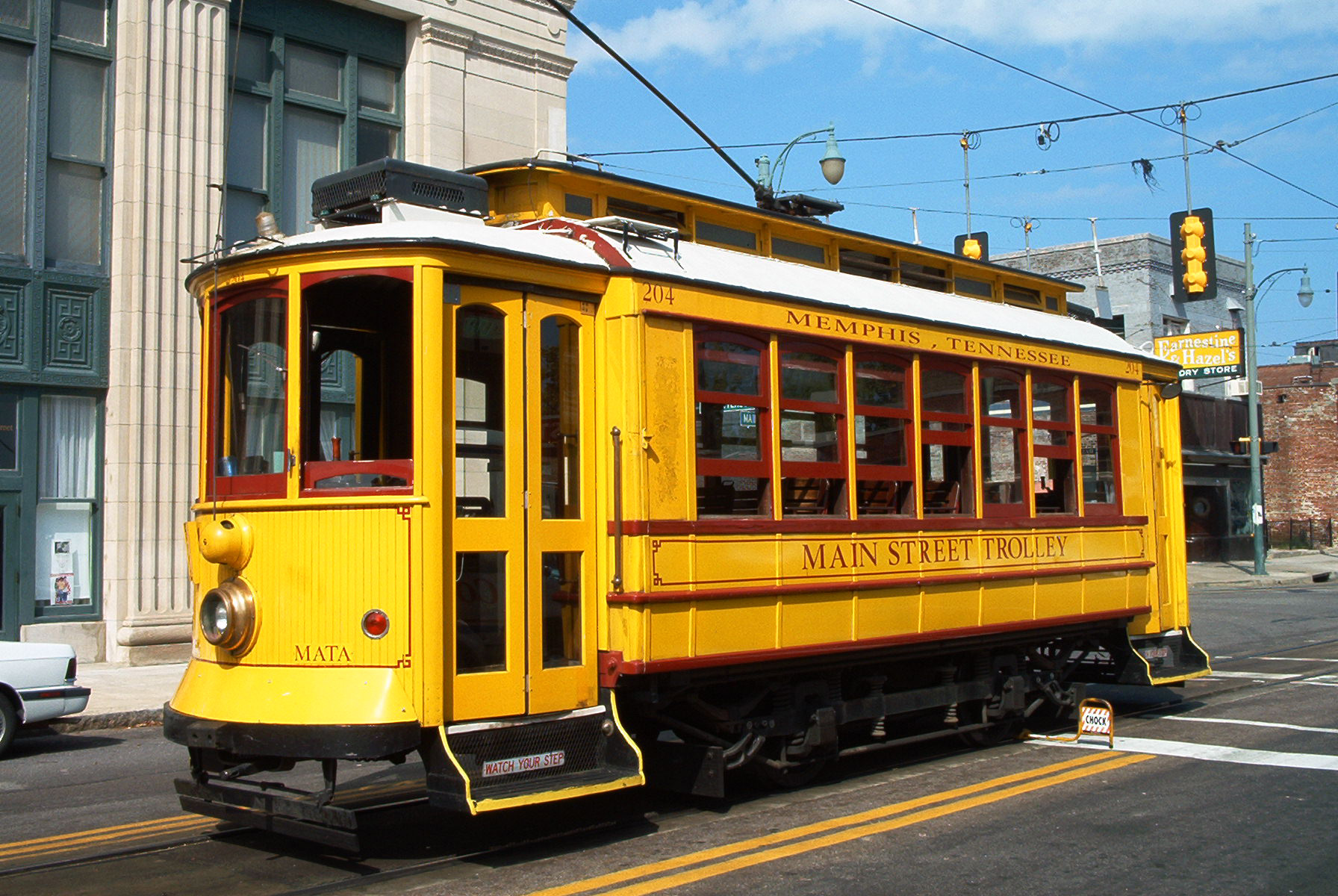
Trolley dans le Downtown de Memphis

De toutes les villes de plus d'un million d'habitants dans le monde, Memphis est celle qui possède la plus faible densité. Dans le sens de ce que dit une légende urbaine concernant Los Angeles ("personne ne marche à L.A."), Memphis est une ville où les piétons sont quasiment inexistants en dehors de son centre-ville, à cause de sa densité extrêmement faible.
À partir de ce centre-ville et sur près d'un kilomètre et demi, circule un monorail aérien suspendu, jusqu'à l'île de Mud (Memphis Suspension Railway (en)).
Les transports en commun de Memphis sont au nom de la Memphis Area Transit Authority qui gère notamment bus et tramways (appelés "trolleys"), prévus d'ailleurs à une expansion du réseau à toute la région. Ils sont cependant de mauvaise qualité et nécessitent un long temps d'attente. La plupart des utilisateurs prennent le bus à défaut de pouvoir acquérir une voiture, et sont donc relativement peu fortunés.
Un important fret ferroviaire passe par Memphis par deux croisements de chemins de fer du Mississippi et la convergence des lignes Est-Ouest avec celles Nord-Sud. Memphis possédait autrefois deux gares majeures, la Memphis Union Station rasée en 1969 et la récemment rénovée Memphis Central Station où passe un Amtrak desservant Chicago à La Nouvelle-Orléans.
L'aéroport de Memphis est, quant à lui, le premier du monde pour le fret, qui s'élevait en 2003 à 3,3 millions de tonnes mais reste de petite taille comparé aux autres aéroports internationaux du pays.
Les autoroutes Interstate I-40 (qui traversent les États-Unis d'est en ouest), I-240 et I-55 sont les principales dans les environs de Memphis. Cette dernière, avec l'I-40, enjambe le Mississippi par la ville en direction de l'Arkansas. Les futures I-22 et I-69 convergeront vers Memphis.

### Ponts

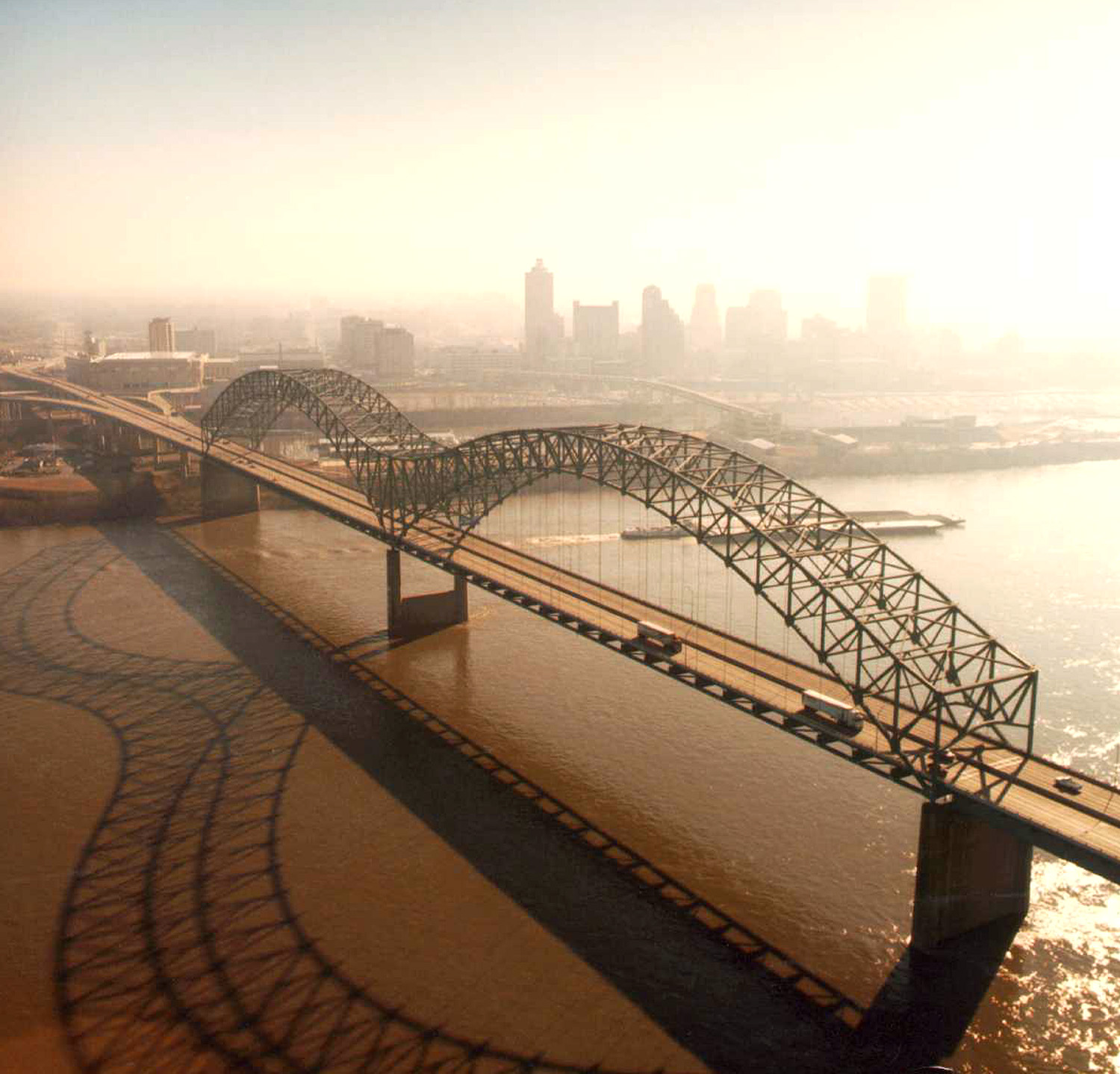
L'Hernando de Soto Bridge et ses deux arcs formant un M

Quatre ponts ferroviaires et auto-routiers traversent le Mississippi à Memphis. Ils sont - par ordre de construction - le Frisco, l'Harahan, le Memphis-Arkansas et enfin le pont Hernando de Soto.
- Le Frisco Bridge (1892) était le plus long d'Amérique du Nord quand il fut inauguré sous le nom de Great Bridge at Memphis (Le Grand Pont de Memphis). Ce pont en acier pour chemins de fer a été construit de 1888 à 1892. Il fut créé par George S. Morison, à qui l'on doit aussi le Taft Bridge de Washington (district de Columbia).
- L'Harahan Bridge (1916) est un autre pont de chemin de fer auquel a été ajouté plus tard une route à sens unique sur le côté du pont pour permettre aux voitures d'y circuler. Cependant, en 1928, des étincelles d'un train ont mis le feu à cette voie (faite en planches de bois). Depuis seuls les trains utilisent le Harahan Bridge mais il est prévu d'y mettre un jour une voie piétonne et cyclable.
- Le Memphis-Arkansas Bridge (1949), à l'origine le E. H. Crump Bridge, est le passage par-dessus le fleuve de l'autoroute Interstate 55 et possède une voie piétonne. Il est répertorié comme le plus long pont des États-Unis du style Warren Truss.
- L'Hernando de Soto Bridge (1973) avec ses arcs d'acier supporte l'Interstate I-40. En 1986 on y ajouta des lumières pour former un « M » devenues une des attractions de la ville. Le Livre Guinness des records le mentionne pour sa structure unique en forme de « M » aux courbes arrondies.

| Pont                    | Surnom               | Longueur | Date d'ouverture | Usage         | Moyenne annuelle du trafic quotidien |
| ----------------------- | -------------------- | -------- | ---------------- | ------------- | ------------------------------------ |
| Frisco Bridge           |                      | 1 490 m  | 12 mai 1892      | Chemin de fer |                                      |
| Harahan Bridge          |                      | 1 516 m  | 14 juillet 1916  | Chemin de fer |                                      |
| Memphis-Arkansas Bridge | Old Bridge           | 1 592 m  | 17 décembre 1949 | Autoroute     | 40 000                               |
| Hernando de Soto Bridge | New Bridge; M Bridge | 5 954 m  | 2 août 1973      | Autoroute     | 35 000                               |

## Tourisme

### Musées

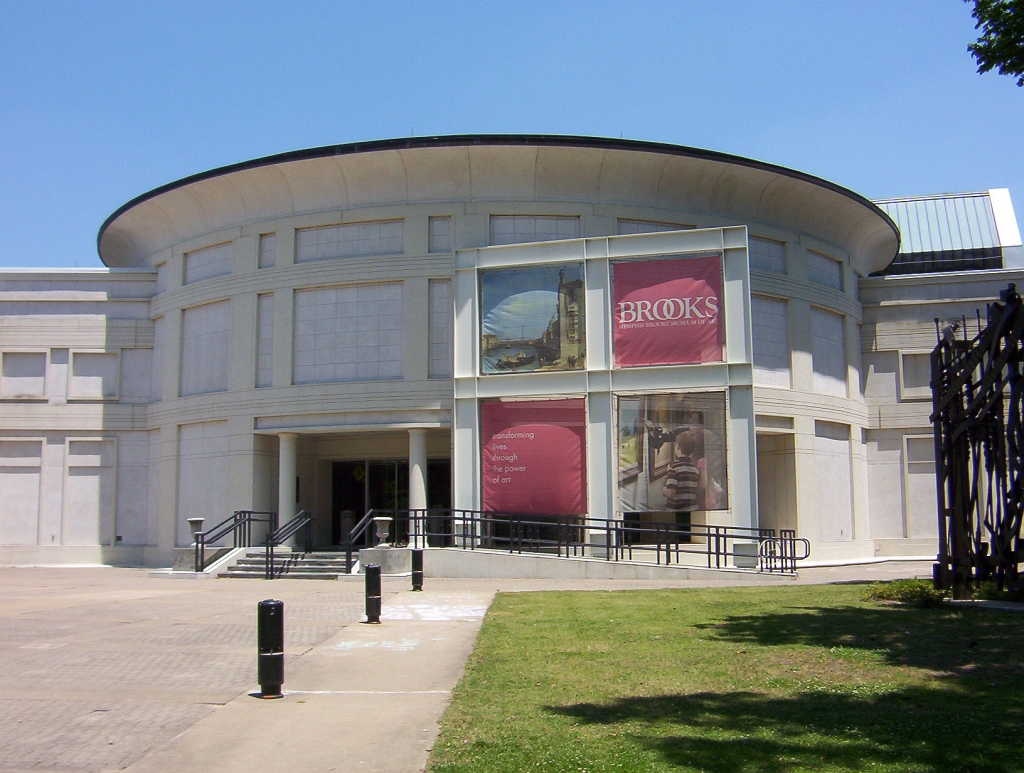
Memphis Brooks Museum of Art.

Memphis possède un nombre important de musées, ce qui témoigne d'une histoire très riche et d'une culture qui s'enracine dans la ville. Parmi les musées majeurs, on peut mentionner notamment le National Civil Rights Museum, situé dans un ancien motel où fut assassiné Martin Luther King où toute l'histoire du mouvement des droits civiques américains est retracée, de l'abolition de l'esclavage au mouvement plus récent LGBT.
Le Memphis Brooks Museum of Art (en), fondé en 1916, est le plus grand et ancien musée des Beaux-Arts du Tennessee. La collection permanente du Memphis Brooks Museum comprend des œuvres de la Renaissance et baroque italien à l'impressionnisme britannique et français et à des artistes plus récents notamment Carroll Cloar, originaire de la ville. Le musée est situé dans l'Overton Park où se trouve aussi le zoo de Memphis, l'Overton Shell Auditorium, et l'université des Arts de la ville. On trouve aussi dans le Downtown Memphis le Peabody Place Museum, la plus grande collection d'art chinois du XIXe siècle des États-Unis. Quant à l'Art Museum à l'université de Memphis, il possède la plus grande collection d'antiquités égyptiennes du Sud américain.

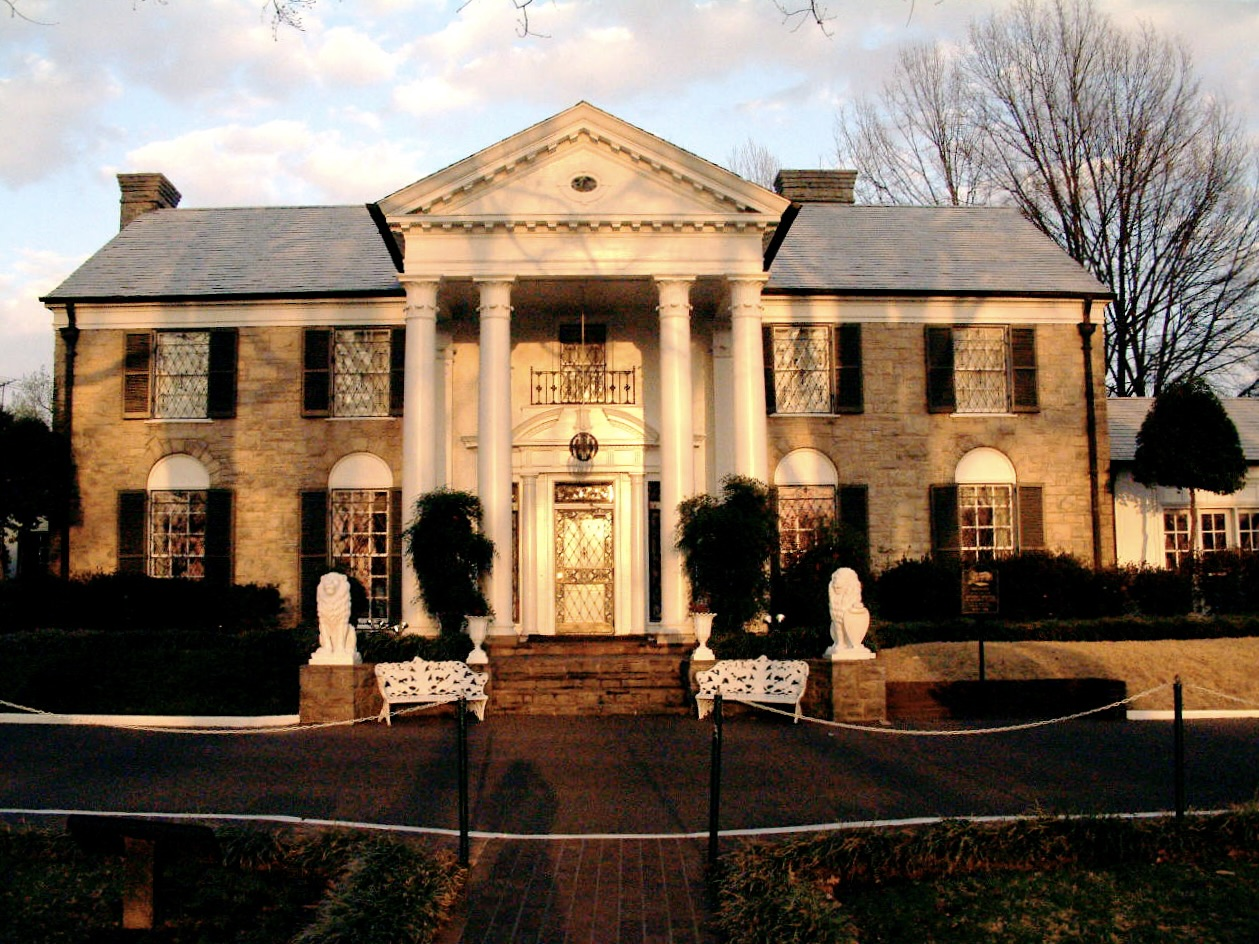
Graceland, la demeure ayant appartenu à Elvis Presley. Elle sert actuellement de mausolée et de musée.

Graceland désigne l'ancienne demeure de la légende du rock Elvis Presley ; elle est la seconde maison la plus visitée des États-Unis (après la Maison-Blanche) attirant plus de 600 000 visiteurs américains et étrangers par an. On peut y admirer, entre autres, deux des avions privés d'Elvis, son impressionnante collection de voitures et motos et plus encore… Elvis et d'autres membres de sa famille comme sa mère et son père, sont enterrés à côté de Graceland dans le Meditation Garden. Chaque année se déroule le Graceland Christmas lighting ceremony en novembre, l'anniversaire d'Elvis en janvier et l'Elvis Week en août pour commémorer la vie et la carrière du chanteur lors de l'anniversaire de sa mort. L'Hotel Heartbreak a été nommé d'après une de ses chansons les plus populaires. Graceland est définitivement un monument à la fois national et historique.
Le Mud Island River Park et le Mississippi River Museum se trouvent tous deux sur la Mud Island. Le parc est réputé pour sa River Walk : on y trouve aussi un modèle réduit d'une partie du Mississippi de Cairo dans l'Illinois à La Nouvelle-Orléans ainsi que le golfe du Mexique. Aussi, le Victorian Village est un district historique de Memphis présentant une série de demeures de type victorien dont certaines sont ouvertes au public comme musée.

### Autres

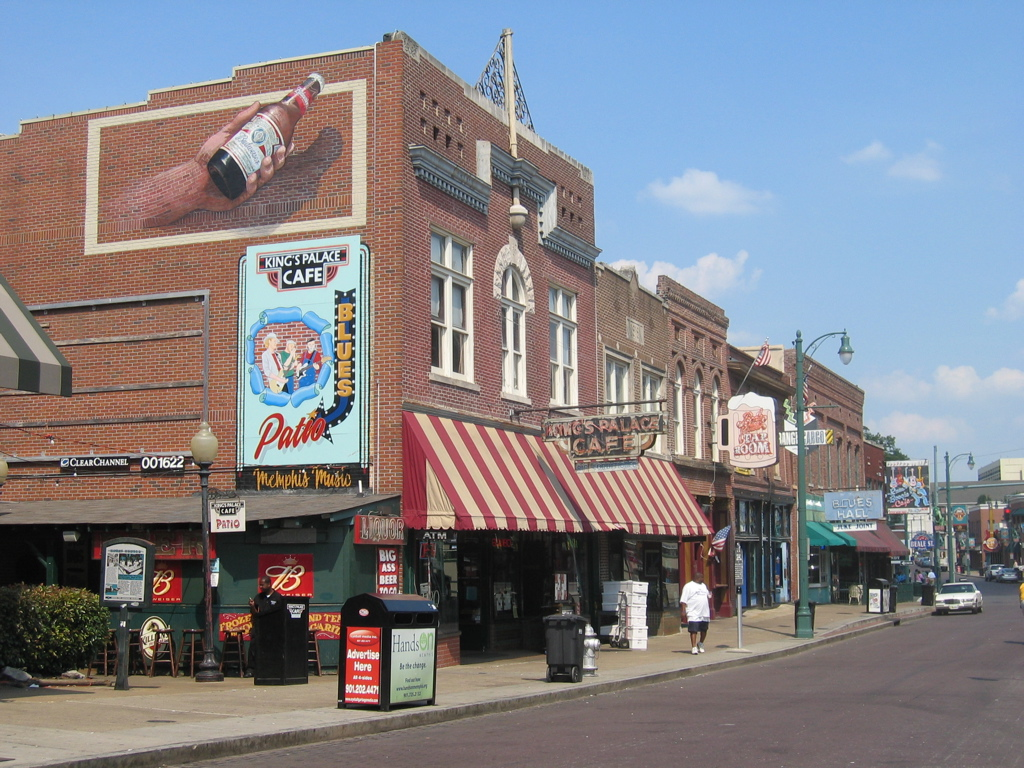
La mythique Beale Street.

Les fans de blues se doivent de visiter la Beale Street, une rue où s'amassent de nombreux clubs et restaurants toujours dans l'esprit très rock et blues, si chère à la ville. On y trouve beaucoup de gens qui jouent dans cette rue mythique et les bars et les clubs offrent souvent des lives. De nos jours, la Beale Street est la première attraction du Tennessee et est considérée comme la rue la plus empruntée du Sud américain après la rue Bourbon du Vieux carré français de La Nouvelle-Orléans.
À voir aussi, les Sun studios là où Elvis a enregistré pour la première fois My Happiness et That's When Your Heartaches Begin. D'autres artistes ont fait leurs débuts au Sun tels notamment Johnny Cash, Rufus Thomas, Charlie Rich, Howlin' Wolf, Roy Orbison, Carl Perkins, et Jerry Lee Lewis. Le zoo de Memphis possède une riche collection de mammifères, d'oiseaux, d'amphibiens et de poissons de toute la planète. Memphis possède aussi sa Walk of Fame située dans la Beale Street dont le design suit celle d'Hollywood mais qui reste dédiée exclusivement aux musiciens, chanteurs, écrivains et compositeurs de Memphis. Ces élus comptent W. C. Handy, B. B. King, Bobby Blue Bland, et Alberta Hunter parmi d'autres.

## Sport

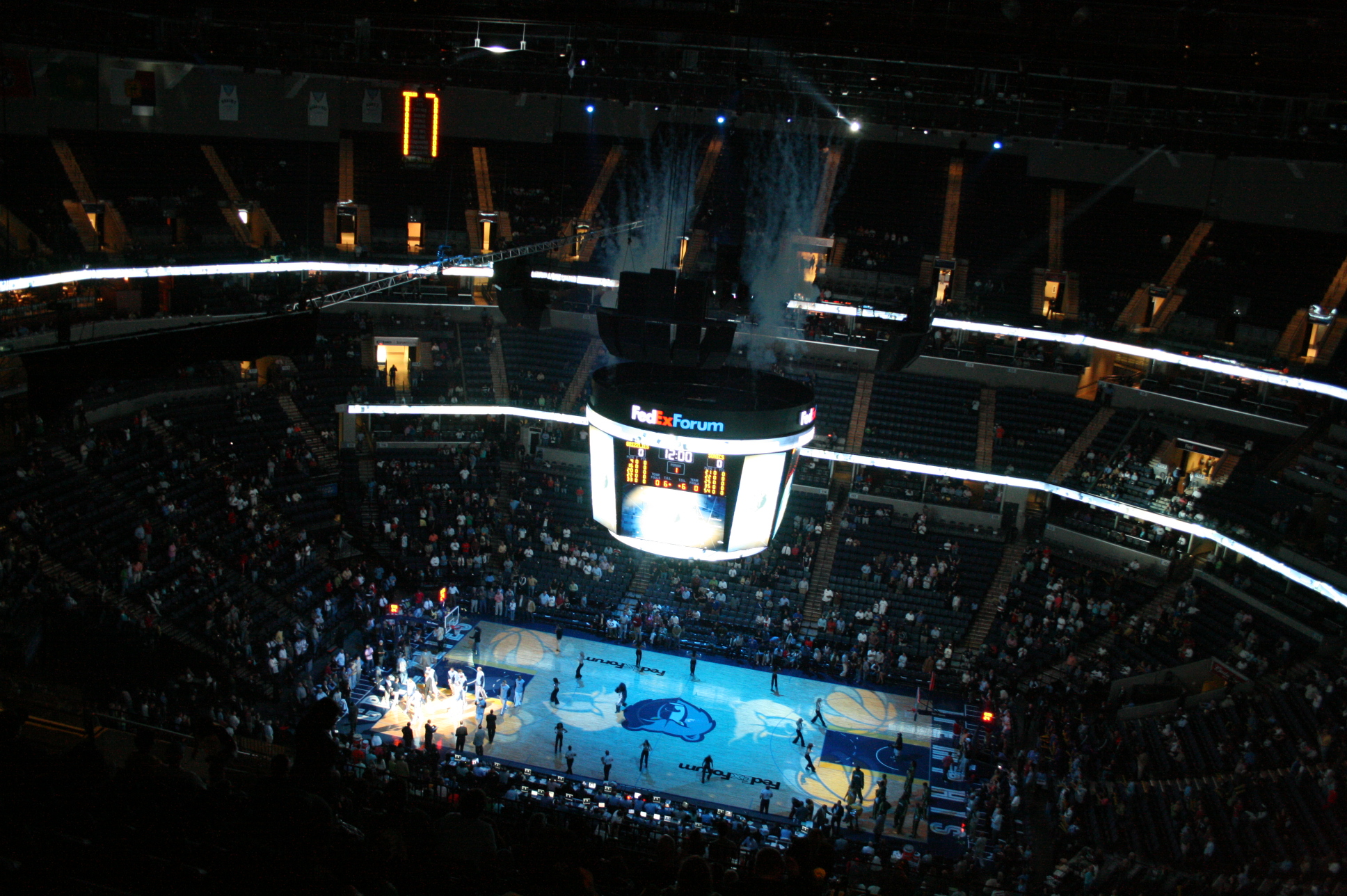
Match des Grizzlies dans le FedExForum

Le sport à Memphis est présent depuis un grand nombre d'années, aussi bien en ce qui concerne le sport professionnel que les championnats universitaires.
Les Grizzlies de Memphis de la National Basketball Association (NBA) sont la seule équipe de la ville appartenant à une des grandes ligues sportives américaines. Arrivant de Vancouver en 2001, l'équipe a joué dans la Pyramid Arena de 2001 à 2004, puis dans le FedExForum.
Les Express de Memphis équipe de football américain évoluant au sein de la AAF.
Memphis a eu plusieurs équipes professionnelles de baseball au fil du temps, comme les Chicks de Memphis (1902-1960, 1978-1997), les Blues de Memphis (1968-1976) et depuis 1998, les Redbirds de Memphis. Affiliés depuis sa création en 1998 à la formation de MLB des Cardinals de Saint-Louis, les Redbirds jouent au niveau Triple-A en Ligue de la côte du Pacifique. Ils évoluent depuis 2000 au AutoZone Park (14 320 places).
Les Tigers de Memphis sont le club omnisports universitaire de l'Université de Memphis. Les équipes des Tigers participent aux compétitions universitaires organisées par la National Collegiate Athletic Association.
Le golf est également un sport très populaire dans la région. Disposant de nombreux parcours, le tournoi Stanford St. Jude Championship du PGA Tour se déroule à Memphis depuis 1958.

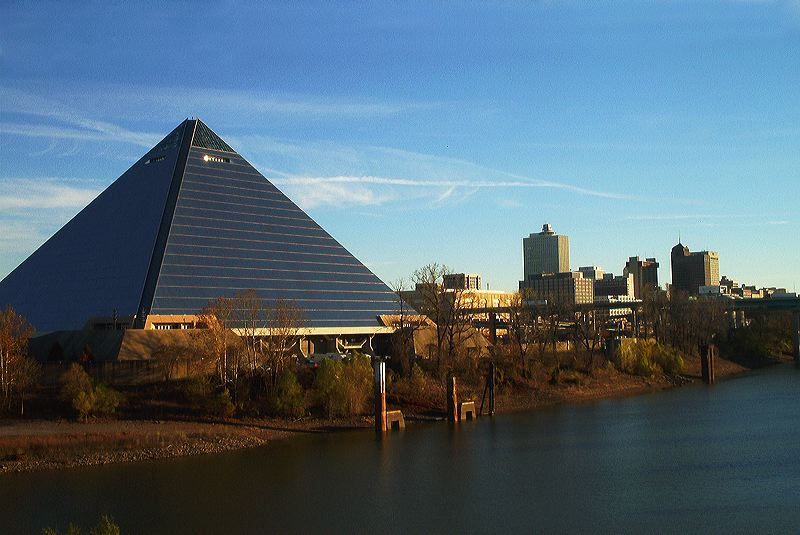
Pyramid Arena sur les bords du Mississippi

- Les principales infrastructures sportives de la ville sont :
  - Le Liberty Bowl Memorial Stadium, un stade de football américain de 62 380 places qui accueille les rencontres des Tigers de Memphis et le Liberty Bowl (match de football américain universitaire se tenant au mois de décembre de chaque année depuis 1965 au stade).
  - Le FedExForum, une salle omnisports ultra-moderne (ouverte en 2004) d'environ 18 000 places. C'est le domicile des Grizzlies de Memphis de la NBA.
  - Le AutoZone Park, un stade de baseball de 14 320 places.
  - La Pyramid Arena est une salle omnisports située sur les bords du Mississippi. Sa capacité est de 20 142 places pour le basket-ball et plus de 21 000 pour les concerts, de plus elle dispose de 28 suites de luxe et 1 000 sièges de club. Ses locataires étaient les Grizzlies de Memphis (NBA) et l'équipe masculine de basket-ball universitaire, les Tigers de Memphis (NCAA). Depuis novembre 2004, la Pyramid Arena a laissé sa place au nouveau FedExForum. Depuis la construction de ce dernier, l'arène n'accueille plus aucune franchise sportive.
  - Le Memphis Motorsports Park, un circuit ovale basé à Millington (au nord de Memphis) dans le Tennessee. Il est utilisé pour des courses de NASCAR.

| Équipe                    | Ligue                    | Stade/Salle                   | Création | Titres |
| ------------------------- | ------------------------ | ----------------------------- | -------- | ------ |
| Grizzlies de Memphis      | NBA (basket-ball)        | FedExForum                    | 1995     | 0      |
| Express de Memphis        | AAF (football américain) | Liberty Bowl Memorial Stadium | 2018     | 0      |
| Redbirds de Memphis       | PCL (baseball)           | AutoZone Park                 | 1998     | 1      |
| RiverKings du Mississippi | LCH (hockey sur glace)   | DeSoto Civic Center           | 1992     | 0      |

## Personnalités liées à la ville

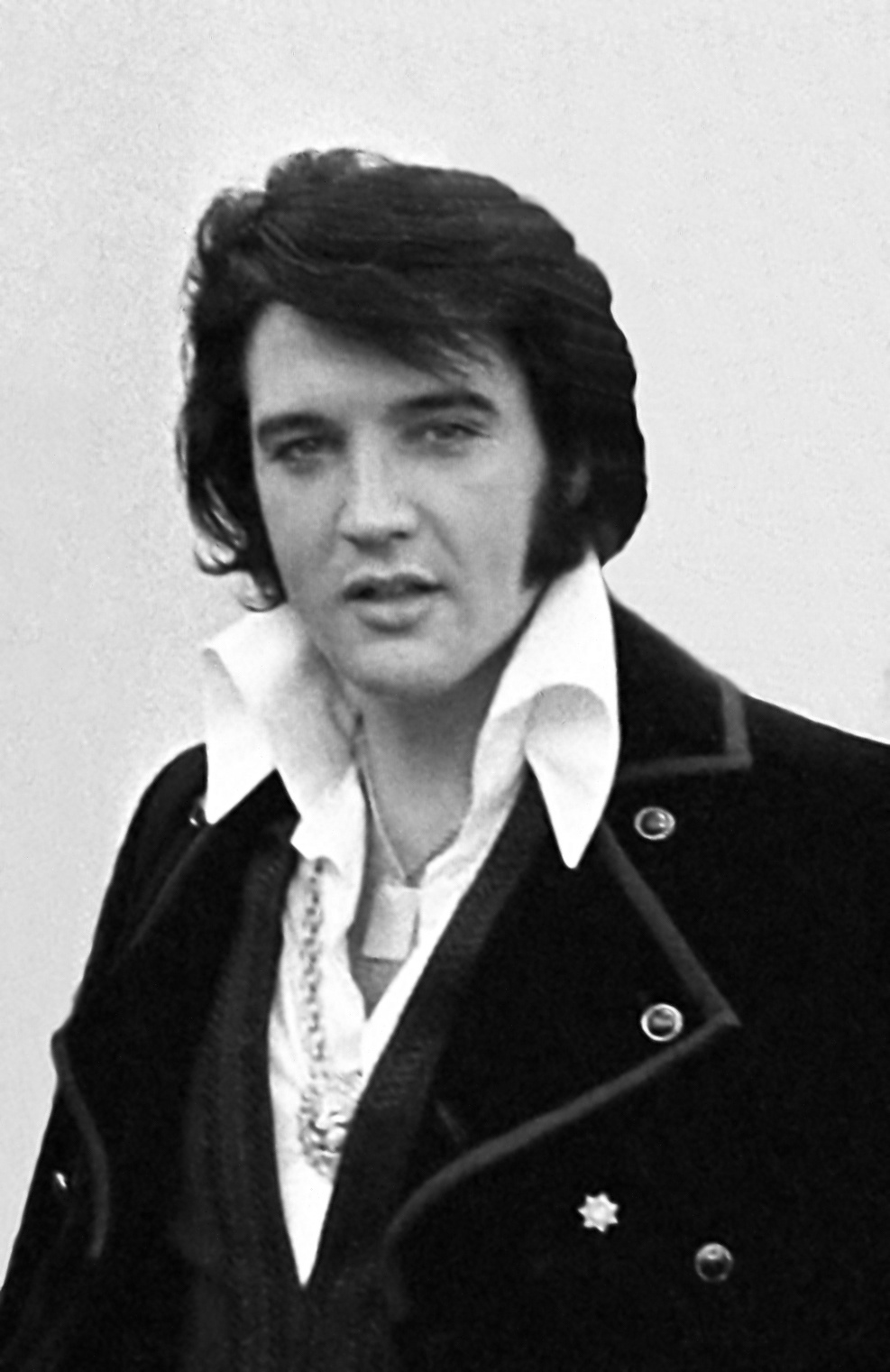
Elvis Presley.

## Jumelages
La ville est jumelée avec les villes suivantes :
- Kanifing (Gambie)
- Kaolack (Sénégal)
- Mazkeret Batya (Israël)